# 鹅嗜眼吸虫
鹅嗜眼吸虫（学名：Philophthalmus anseri）为嗜眼科嗜眼属的动物。在中国大陆，分布于广东肇庆等地，营寄生生活，终末宿主家鹅以及寄生在眼结膜囊。该物种的模式产地在广东肇庆。